# Rude (ort i Kroatien)
Rude är en ort i Kroatien.   Den ligger i länet Zagrebs län, i den centrala delen av landet, 25 km väster om huvudstaden Zagreb. Rude ligger 392 meter över havet och antalet invånare är 1 147.
Terrängen runt Rude är kuperad, och sluttar österut. Runt Rude är det glesbefolkat, med 11 invånare per kvadratkilometer. Närmaste större samhälle är Samobor, 5,7 km nordost om Rude. Omgivningarna runt Rude är en mosaik av jordbruksmark och naturlig växtlighet.